# Stavroupolis
Stavroupoli (greacă Σταυρούπολη) este un oraș în Grecia în prefectura Salonic.